# 莎布-尼古拉丝

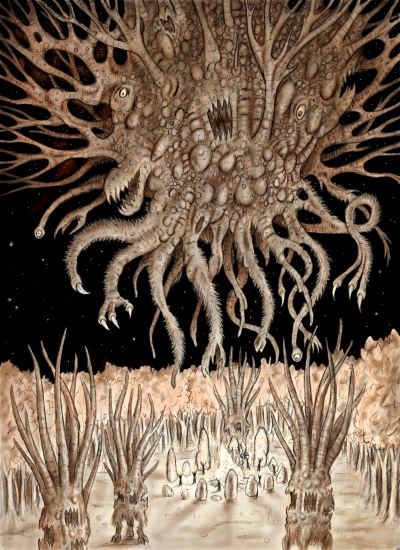
莎布-尼古拉丝

莎布-尼古拉丝（英語：Shub-Niggurath），美国小说家霍华德·菲利普·洛夫克拉夫特所创造的克苏鲁神话中的一名邪神，最早出现在洛夫克拉夫特写于1927年的小说《最后测试》(The Last Test)中。它的名字频繁地在许多作品中的咒语里被提起，但它从未被洛夫克拉夫特本人真正地描述过，直到后来的作家才对它进行了描述。

## 神话中的莎布-尼古拉丝
莎布-尼古拉丝为外神之一，是一个拥有超强生殖力的神，在奥古斯特·威廉·德雷斯为克苏鲁神话构建的体系中，它是象征“地”的存在之一。其形象为黑云般的巨大肉块，有着许多触手，以及滴着黏液的大嘴。

## 对莎布-尼古拉丝的崇拜
在克苏鲁神话的所有神祇中，莎布-尼古拉丝是受崇拜最为广泛的一个。在人类中，它被希柏里尔人(Hyperboreans)、the Muvians、和Sarnath人，以及所有的德鲁依和野蛮宗教崇拜；在非人类的种族中，它也受到米-戈(Mi-Go)和努格-索斯(Nug-Soth)等的崇拜。
使用正确的方式，并且在新月时，可以在任何森林地带召唤莎布-尼古拉丝，但它来自何处则不得而知。一种说法能是，她居住在阿撒托斯(Azathoth)那位于宇宙中央的宫殿内，但也可能住在亚狄斯星(Yaddith)的地下，由巨噬蠕虫(Dholes)保护。另外，它还可能居住在其它维度的空间中。

## 莎布-尼古拉丝的后裔
“耶！莎布-尼古拉丝！那孕育千万子孙的森之黑山羊！”

　　　　　　　　　　　　　　　　　　　　　　——洛夫克拉夫特，《暗夜呢喃》

莎布-尼古拉丝很可能与猶格-索托斯(Yog-Sothoth)结合，生出了伊塔库亚(Ithaqua)、罗伊格尔(Lloigor)和札尔(Zhar)，以及三胞胎中未知的一个。猶格-索托斯可能是它那“千万子孙”或“黑暗子种”的父亲，尽管这些也可能是由莎布-尼古拉丝自己产生。它也可能与犹格-索托斯(Yog-Sothoth)结合，生下了纳格(Nug)和耶布(Yeb)（但他们的父亲更可能是猶格-索托斯）。

## 連結
- Beings and Races （页面存档备份，存于）